# Krombektinamoe
De krombektinamoe (Nothoprocta curvirostris) is een vogel uit de familie tinamoes (Tinamidae). De wetenschappelijke naam van de soort is voor het eerst geldig gepubliceerd in 1873 door Sclater en Salvin.

## verspreiding
De krombektinamoe leeft in de hoge graslanden en struikgewas van de Andes in Zuid-Amerika.

## beschrijving
De krombektinamoe wordt ongeveer 28 cm groot. De rug is donkerbruin met witte en zwarte markeringen. De rest van net lichaam is voornamelijk bruin en wit.

## voedsel
De krombektinamoe eet fruit van de grond of van lage struiken. Hij eet ook kleine ongewervelden, bloemen, zaden, bladeren en wortels.

## voortplanting
Een mannetje lokt ongeveer vier vrouwtjes, die hun eieren in het struikgewas leggen. Daarna broedt het mannetje de eieren uit en voedt de jongen op.

## Voorkomen
De soort komt voor in Ecuador en Peru en telt twee ondersoorten:
- N. c. curvirostris: van centraal Ecuador tot noordelijk Peru.
- N. c. peruviana: noordelijk en centraal Peru.

## Beschermingsstatus
Op de Rode Lijst van de IUCN heeft de soort de status niet bedreigd.